# Atlas Galați
Atlas Galați este o companie specializată în reparații de autovehicule, motoare și utilaje precum și în construcții din România.
Înființată în anul 1977 sub denumirea IUGC (Întreprinderea de Utilaje Grele pentru Construcții), a devenit Societate Comercială pe acțiuni în anul 1991.
Atlas a participat la construirea platformelor siderurgice Galați, Călărași, Târgoviște și a asigurat echipamente de construcții tuturor Combinatelor Siderurgice din România.
Alături de firma Arcom București, Atlas a executat lucrări în Federația Rusă și Ucraina la Combinatul de Îmbogățire a Minereurilor Krivoi-Rog.
Acționarul principal, cu 50,36% din acțiuni, este firma Data Consult, iar SIF Moldova deține 33,99% din titluri.
Cifra de afaceri în 2007: 7 milioane euro